# George Graff
Georg Adam (George) Graff (Rotterdam, 3 augustus 1900 – Den Haag, 1976) was een Nederlands beeldhouwer en medailleur.

## Leven en werk
Graff was een erkende zoon van George Adam Graff en Anna Margaretha van Meurs. Hij werkte als leerling in het atelier van Johan Coenraad Altorf en volgde daarnaast de avondopleiding aan de Academie van Beeldende Kunsten in Den Haag bij Bon Ingen-Housz. Later kreeg hij aanwijzingen van Toon Dupuis.
Hij werkte enige tijd bij de uitvoerder Henk Hagedoorn. In de tweede helft van de jaren 20 opende hij een eigen atelier in Den Haag. Hij maakte beelden in hout, brons en steen en kleiner werk in ivoor, veelal mens- en dierfiguren, maar ook kaarsen. Graff werkte als uitvoerder voor beeldhouwers in de regio, onder wie Gra Rueb en Dirk Wolbers. Tijdens de Tweede Wereldoorlog sloot hij zich niet aan bij de Nederlandsche Kultuurkamer, met als excuus dat hij door een gebrek aan materiaal zijn werk als kunstenaar niet kon uitoefenen. Na de oorlog werkte Graff mee aan de restauratie van de Cunerakerk van Rhenen, de H.H. Jacobus- en Augustinuskerk in Den Haag en de Sint-Laurenskerk in Rotterdam.
Graff was aangesloten bij de Haagse Kunstkring en was commissaris van de ballotagecommissie van de Nederlandsche Kunstkring. Hij exposeerde met beide verenigingen, onder andere in de Gotische Zaal in Den Haag.

## Werken (selectie)
- 1932 Granieten golven aan het Vlietermonument (voor Hildo Krop)
- 1934 Engel voor het grafmonument van de familie Tichelman op de Algemene Begraafplaats Kerkhoflaan (voor Oswald Wenckebach)
- ca. 1942 'Flora' voor de landbouwhogeschool, Wageningen (voor Emil Julius Epple)
- 1946 Plaquette 50-jarig bestaan N.V. Benier, Den Haag
- 1947 Snijwerk (inktvissen, zeemeermin, meerman) voor trapportaal m.s. Willem Ruys
- 1948 Uitvoering herinneringsplaquette grondwetsherziening van 1848, Raad van State, Paleis Kneuterdijk (voor Gra Rueb)
- 1951 Bekronende leeuw, het stadhuis van Gouda
- 1953? Wapen en schilddragers, stadhuis van Vlaardingen
- 1956 Penningplaquette Orde van Vrijmetselaren onder het Grootoosten der Nederlanden, Den Haag
- 1956 Gevelsteen De Beeldhouwer aan eigen woonhuis in Den Haag
- 1961 Portretbuste Wilhelmina van Pruisen, Wilhelminadorp (naar een origineel van Louis Royer, met toestemming van de koningin)
- Gevelsteen Ark van Noach voor woonhuis De Ark van Freddy Heineken, Noordwijk
- Bovenlicht H.H. Jacobus- en Augustinuskerk, Den Haag

- Biografisch Portaal: 41143758
- RKD-Nederlands Instituut voor Kunstgeschiedenis: 33232